# Индонезија на Светском првенству у атлетици у дворани 2012.
Индонезија је на Светском првенству у атлетици у дворани 2012. одржаном у Истанбулу од 9. до 11. марта учествовала осми пут. Репрезентацију Индонезије представљала је једна такмичарка, која се такмичила у трци на 60 метара.
Индонезија није освојила ни једну медаљу нити је остварен неки рекорд.

## Учесници
Жене:
- Niafatul Aini — 60 м

## Резултати

### Жене
| Атлетичарка   | Дисциплина | Лични рекорд | Квалификација | Квалификација | Полуфинале            | Полуфинале            | Финале                | Финале       | Детаљи |
| Атлетичарка   | Дисциплина | Лични рекорд | Резултат      | Место         | Резултат              | Место                 | Резултат              | Место        | Детаљи |
| ------------- | ---------- | ------------ | ------------- | ------------- | --------------------- | --------------------- | --------------------- | ------------ | ------ |
| Niafatul Aini | 60 м       | 7,82         | 7,92          | 6. у гр. 4    | Није се квалификовала | Није се квалификовала | Није се квалификовала | 43 / 62 (63) |        |